# Јован Пантић
Јован Пантић (Ваљево, 1950) српски је академски сликар, конзерватор и рестауратор, магистар уметности и некадашњи предавач на Факултету примењених уметности и Академији СПЦ за уметности и конзервацију у Београду.

## Биографија
Дипломирао је на Ликовној групи Више педагошке школе у Београду и Сликарском одсеку Факултета ликовних уметности у Београду, а звање магистра уметности стекао на Факултету примењених уметности у Београду из области конзервација слика. Почетком деведесетих похађао је Getty Conservation Institute у Калифорнији и Royal Danish Academy of Fine Arts, School of Conservation у Копенхагену. Радио је у Народном музеју у Београду.
Учествовао је на рестаурацији слика на платну и дрвету из збирки Народног музеја у Београду, Новом Саду, Чачку, Ваљеву, Крагујевцу, Смедереву, Врању, Нишу, Јагодини, Земуну, Ужицу, Ариљу, Вршцу... Икона и предмета из Пећке патријаршије, Дечана, Хиландара, Милешеве, Благовештења под Кабларом... Иконостаса из Западне Славоније, Далматинске Загоре и Книнске Крајине, Херцеговине, Мађарске, Румуније... Збирки слика Народне банке, Скупштине и Владе Србије, Галерије САНУ..., као и дела Реноара, Јутхвела, Лубарде, Коњевића, Милуновића, Јовановића, Орфелина, Свободе, Предића
Добитник је бројних награда и признања из области заштите културних добара. Редовни је члан Удружења ликовних уметника Србије, Друштва конзерватора Србије и Удружења конзерватора, рестауратора и љубитеља уметности „Реантика”. Излагао је на 17. групних и 8 самосталних изложби.